# Наудеро
Наудеро (урду نوڈیرو‎) — город и союзный совет в пакистанской провинции Синд, расположен в округе Ларкане.

## Географическое положение
Наудеро расположен в 12 милях к северо-востоку от Ларканы, также связан дорожным сообщением с Шикарпуром. Высота центра НП составляет 54 метра над уровнем моря.

## Демография
| 1998   | 2010   |
| ------ | ------ |
| 27 877 | 28 670 |